# Кайнарський сільський округ (Талгарський район)
Кайна́рський сільський округ (каз. Қайнар ауылдық округі, рос. Кайнарский сельский округ) — адміністративна одиниця у складі Талгарського району Алматинської області Казахстану. Адміністративний центр — село Єркін.
Населення — 12633 особи (2021; 8861 у 2009, 4945 у 1999, 3817 у 1989).
Станом на 1989 рік існувала Кіровська сільська рада (села Далакайнар, Достик, Єламан, Жалкамис, Жанаарна, Жаналик, Кайнар, Карасу, Кірово, Коктал, Привольне, Сактан, Теренкара). 2021 року село Кайрат зі складу Жетигенського сільського округу Ілійського району передане до складу Кайнарського сільського округу. 2023 року села Даулет (колишнє Привольне), Кайрат та територія площею 27,17 км2 були передані до складу Жетигенського сільського округу Ілійського району.

## Склад
До складу округу входять такі населені пункти:
| Населений пункт  | Населення, осіб (1989) | Населення, осіб (1999) | Населення, осіб (2009) | Населення, осіб (2021) |
| ---------------- | ---------------------- | ---------------------- | ---------------------- | ---------------------- |
| Далакайнар, село | 24                     | -                      | -                      | -                      |
| Достик, село     | 313                    | 84                     | 93                     | 344                    |
| Єламан, село     | 265                    | 360                    | 596                    | 796                    |
| Єркін, село      | 753                    | 1230                   | 3924                   | 2706                   |
| Жалкамис, село   | 770                    | 1002                   | 1381                   | 1639                   |
| Жанаарна, село   | 180                    | 177                    | 256                    | 19                     |
| Жаналик, село    | 906                    | 1078                   | 1378                   | 3260                   |
| Кайнар, село     | 100                    | 289                    | 504                    | 867                    |
| Карасу, село     | 108                    | -                      | -                      | -                      |
| Коктал, село     | 147                    | 207                    | 275                    | 2309                   |
| Сактан, село     | 102                    | 133                    | 176                    | 67                     |
| Теренкара, село  | 149                    | 385                    | 278                    | 626                    |